# Enfrentamientos en Bagdad de 2022
Los enfrentamientos en Bagdad de 2022 son un conflicto civil que surgió tras las elecciones iraquíes de 2021 y el anuncio de la retirada de las políticas de Muqtada al-Sadr. Los enfrentamientos estallaron el 29 de agosto de 2022 en Bagdad entre partidarios y fuerzas gubernamentales.

## Antecedentes
Las tensiones entre los dos grupos chiitas comenzaron con las elecciones parlamentarias de 2021, cuando los bloques chiitas respaldados por Irán perdieron escaños ante el Sadrista, un movimiento antiiraní. A pesar de ganar la mayoría de los escaños en las elecciones, el sadrista no logró formar un gobierno y Sadr finalmente retiró su bloque político del parlamento en junio de 2021. Posteriormente, los bloques respaldados por Irán intentaron formar un gobierno, causando protestas sadristas fuera del parlamento.  Sadr también ha pedido que se disuelva el parlamento y que se celebren elecciones anticipadas

## Eventos
Por la mañana, los partidarios de Sadr irrumpieron en el Palacio Republicano en la Zona Verde después del anuncio de Sadr de su retiro de la política.
Los médicos dijeron que 12 partidarios de Sadr habían sido asesinados a tiros y otros 270 manifestantes resultaron heridos, algunos con heridas de bala y otros sufriendo inhalación de gas lacrimógeno.
Poco después del asalto, se declaró un toque de queda en Bagdad.
Calificando los acontecimientos como una «escalada extremadamente peligrosa», la Misión de Asistencia de las Naciones Unidas para Irak (UNAMI) pidió a todas las partes que «se abstengan de acciones que puedan conducir a una cadena imparable de eventos».
También hubo informes de protestas en todo Irak, incluso en las provincias de Basora, Dhi Qar, Maysan y Muthanna.
Al caer la noche, los combates empeoraron en la ciudad con combatientes de la milicia disparando varios cohetes hacia la Zona Verde. Según los informes, también se escuchó el sistema de defensa aérea C-RAM perteneciente a la embajada de Estados Unidos en Bagdad. Por la mañana, las fuerzas de seguridad iraquíes habían expulsado a los manifestantes del Palacio Republicano y habían cerrado oficinas gubernamentales.  También se informó de las negociaciones entre las tres partes.  Más tarde en el día, más manifestantes comenzaron a unirse a los enfrentamientos armados.
Los enfrentamientos terminaron el 30 de agosto cuando Sadr exigió que sus partidarios llevaran a cabo una "revolución pacífica" y abandonaran la Zona Verde. Dijo que no deseaba ser parte de una revolución violenta y que no quería sangre iraquí en sus manos. También agradeció a las fuerzas de seguridad iraquíes por permanecer imparciales durante los enfrentamientos. Tras el discurso de Sadr, Hadi al-Amiri, líder del grupo de milicias pro-iraníes Hushd, emitió una declaración pidiendo "diálogo".